# Apikoalveoláris hang
Az apikoalveoláris (latin: apex, -icis ’[nyelv]hegy’ és alveolum ’fogmeder’) mássalhangzó a fogmederhangok képzési módjának egyik alfaja, amikor a nyelv a hegyével érinti a felső metszőfogak mögötti fogmedert. A magyarban nincs ilyen mássalhangzó-képzési mód. Számos indoeurópai nyelvben (pl. görög, spanyol, holland, északi germán nyelvek stb.), illetve a finn nyelvben is így képzik az sz [s] hangot. A magyarban és a nyelvek többségében azonban az [s] képzése dorzoalveoláris. Bizonyos nyelvekben (pl. baszk) mindkét képzési forma jelen van, s fonológiai megkülönböztető szereppel bír.